# سیا (استان آرخانگلسک)
سیا (به لاتین: Siya) یک منطقهٔ مسکونی در روسیه است که در استان آرخانگلسک واقع شده‌است.